# Hartlaub-Hornvogel
Der Hartlaub-Hornvogel (Horizocerus hartlaubi, Syn.: Tockus hartlaubi), auch Glanzflügeltoko oder Schwarzer Zwergtoko genannt, ist eine Vogelart, die zu den Nashornvögeln (Bucerotidae) gehört und im westlichen Subsahara-Afrika vorkommt. Wie alle Nashornvögel ist auch der Westliche Hartlaub-Toko ein Höhlenbrüter. Das Weibchen mauert sich in der Nisthöhle ein und wird während der Brutzeit vom Männchen gefüttert. Der Kongotoko galt lange als Unterart des Hartlaub-Hornvogels.

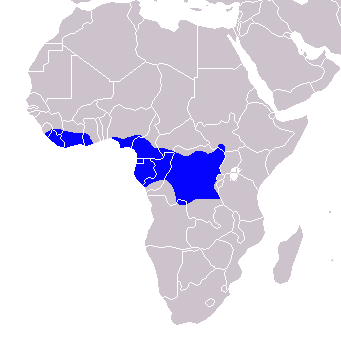
Das Verbreitungsgebiet der Hartlaub-Hornvogels

Die Bestandssituation des Hartlaub-Tokos wurde 2016 in der Roten Liste gefährdeter Arten der IUCN als „Least Concern (LC)“ = „nicht gefährdet“ eingestuft.

## Merkmale
Der Hartlaub-Hornvogel erreicht eine Körperlänge von bis zu 32 Zentimeter und wiegt zwischen 88 und 135 Gramm. Der Geschlechtsdimorphismus ist nicht stark ausgeprägt.

### Merkmale der Männchen
Die Männchen haben einen schwarzen Hals und Kopf. Ein breiter weißer Streifen verläuft von oberhalb des Auges bis in den Nacken. Der Vorderhals ist dunkelgrau, die einzelnen Federn haben weiße Spitzen. Der Rücken und der Schwanz sind schwarz. Von den zehn Steuerfedern haben alle bis auf die mittleren vier weißen Spitzen. Die Körperunterseite ist blassgrau und hellt zum Unterbauch hin auf. Die Schwingen sind schwarz mit einem metallischen Schimmer. Die äußeren Handschwingen haben kleine weiße Flecken im Zentrum. Der Schnabel ist schwarz mit einer roten Spitze, der niedrige Schnabelfirst endet abrupt auf der Hälfte des Schnabels. Der Orbitalring ist grau bis schwarz, der nackte Kehlfleck ist fleischfarben. Die Augen sind rotbraun mit einem grauen Außenring, die Füße und Beine sind schwarz.

### Merkmale der Weibchen und Jungvögel
Die Weibchen entsprechen den Männchen im Körpergefieder, sind aber insgesamt etwas kleiner. Der Schnabel ist vollständig schwarz, der Schnabelfirst ist nur geringfügig ausgeprägt. Die Iris tiefrot mit einem grauen Ring.
Die Jungvögel gleichen den ausgewachsenen Weibchen in der Schnabelfarbe und dem weitgehenden Fehlen eines Schnabelfirstes.

### Verwechselungsmöglichkeiten
Im Verbreitungsgebiet des Hartlaub-Hornvogels kommt auch der Zwergtoko und der Elstertoko vor.
Der Zwergtoko ist wesentlich ruffreudiger und unterscheidet sich von dem Westlichen Hartlaub-Toko durch seinen roten Schnabel und sein rotbraunes Gefieder. Der Elstertoko ist wesentlich größer als der Westliche Hartlaub-Toko, hat eine weiße Körperunterseite und Teile des Schnabels sind cremefarben.

## Verbreitungsgebiet und Lebensraum
Der Hartlaub-Hornvogel kommt im Süden von Sierra Leone, im Süden von Guinea, in Liberia, an der Elfenbeinküsten, im Westen Ghanas, Togo, Benin, im Süden Nigerias, in Kamerun, Gabun und westlich des Kongo vor.
Der Hartlaub-Hornvogel ist eine waldbewohnende Vogelart, die vorwiegend in immergrünen Wäldern der Tiefebenen vorkommt. Er besiedelt auch Galeriewälder, bevorzugt aber dicht gewachsene Urwälder und kommt nur sehr selten in Sekundärwäldern vor. Ein Paar besetzt ein Revier in einer Größe von zwanzig bis 30 Hektar.

## Lebensweise
Der Hartlaub-Hornvogel lebt gewöhnlich in Paaren oder in kleinen Familiengruppen bis zu acht Tieren. Er hält sich überwiegend in den oberen und mittleren Baumwipfeln auf und bevorzugt solche Bäume, die mit Kletterpflanzen überwuchert sind. Er frisst überwiegend Insekten, die er in der Luft fängt. Gelegentlich kommt er jedoch auch auf den Boden, um dort Insekten zu fangen, die durch Wanderameisen aufgescheucht werden. Er folgt auch Affengruppen, um ebenfalls von den durch sie aufgescheuchten Insekten zu profitieren.
Das Fortpflanzungsverhalten ist bislang nur unzureichend erforscht. Der Westliche Hartlaub-Toko brütet jedoch in Baumhöhlen in einer Höhe von 9 bis 25 Metern über dem Erdboden. Das Weibchen versiegelt von innen den Eingang zur Höhle bis auf einen schmalen Spalt, durch den sie und später auch die Jungvögel vom Männchen gefüttert werden. Das Männchen trägt Beutetiere einzeln im Schnabel heran und sucht nach Nahrung gewöhnlich in einem Umkreis von 100 Metern rund um das Nest.
Das Weibchen verlässt die Bruthöhle, bevor die Jungvögel flügge sind und versorgt dann gemeinsam mit dem Männchen die Jungvögel. Die Jungvögel bleiben etwa einen Monat nach ihrem Flüggewerden bei den Elternvögeln.

## Dedikationsnamen
Der Name des Hartlaub-Hornvogels erinnert an den deutschen Arzt und Ornithologen Gustav Hartlaub, der sich ab 1840 mit dem Sammeln und Erforschen exotischer Vögel befasste, die er dem Museum der Naturhistorischen Gesellschaft in Bremen vermachte.

## Einzelbelege
1. ↑  
Horizocerus hartlaubi in der Roten Liste gefährdeter Arten der IUCN 2016. Eingestellt von: BirdLife International, 2016. Abgerufen am 9. Oktober  2017.
2. ↑   Kemp: The Hornbills - Bucerotiformes. S. 146.
3. 1 2   Kemp: The Hornbills - Bucerotiformes. S. 145.
4. ↑   Kemp: The Hornbills - Bucerotiformes. S. 147.
5. ↑  Bo Beolens, Michael Watkins: Whose Bird? Men and Women Commemorated in the Common Names of Birds. Christopher Helm, London 2003, ISBN 0-7136-6647-1, S. 205.